# Fondali dello Zingaro
Fondali dello Zingaro este o arie protejată (sit de importanță comunitară — SCI) din Italia întinsă pe o suprafață de 2.619 ha, integral marine.

## Localizare
Centrul sitului Fondali dello Zingaro este situat la coordonatele 38°06′32″N 12°48′44″E / 38.1089°N 12.8122°E.

## Înființare
Situl Fondali dello Zingaro a fost declarat sit de importanță comunitară în decembrie 2019 pentru a proteja 1 specie de animale.

## Biodiversitate
Situată în ecoregiunea mediteraneană, aria protejată conține 3 habitate naturale: Peșteri marine scufundate complet sau parțial, Straturi cu Posidonia (Posidonion oceanicae), Recifuri.
La baza desemnării sitului se află o specie protejată de  mamifere: delfin mare (Tursiops truncatus).
Pe lângă speciile protejate, pe teritoriul sitului au mai fost identificate 1 specie de plante, 1 specie de mamifere, 3 specii de nevertebrate.